# 植民政策学
植民政策学（しょくみんせいさくがく、英: colonial science）は、第二次世界大戦終結以前の欧米および日本に存在していた学問分野で、政策科学および社会科学の一分野に属する。漢字では「殖民政策学」「植（殖）民学」と表記する場合もある。

## 概要
植民地統治を行う立場から、その下での諸政策を研究する学問であり、その研究対象は法学・政治学的な統治形式の比較検討に始まり、移民・植民・開発にともなって生じる社会・自然現象など、広範な領域に拡張していった。戦前期の日本においては多くの大学でこの分野を担当する講座が設置されていたが、先述のようにきわめて多くの領域をカバーしていたという事情から、講座を設置していた学部は法学部・経済学部・農学部などさまざまな学部にまたがっていた。
近代日本における本格的な植民政策学は、日清戦争で初の海外植民地として獲得された台湾において始まった。すなわち行政機関として設置された台湾総督府が、イギリス的な「自治主義」（自主主義）あるいはフランス的な「同化主義」（同化画一主義・内地延長主義）のいずれかを統治形式として採用するかという政策研究を行ったことが嚆矢である。また、教育機関では1891年に札幌農学校が日本最初の「植民学」講座（この時点での講義内容は政策科学というよりは農学的な「拓殖学」ともいうべきものであった）を設置し、日露戦争前後よりその他の大学・高等教育機関も植民政策学の講座を設置するようになり制度的な整備が進んだ。特に著名な植民政策学講座は、東京帝国大学経済学部に設置されていたもの（正確には「植民政策」講座）で、札幌農学校の農学的植民政策学を導入した新渡戸稲造を初代の主任教授（1909年〜1920年）とし、これを新渡戸の弟子であった矢内原忠雄（在任:1923年〜1937年）が継承、矢内原が筆禍事件で辞職をよぎなくされたのち実質的には3代目の東畑精一（在任:1939年〜1945年）に引き継がれた。
研究の発展にともないその中心課題も変遷し、当初は欧米諸国による統治形式の比較検討が主要なテーマであったが、大正末期、矢内原の『植民及植民政策』刊行以降においては、社会現象としての植民（植民地）の分析が中心になった。また、学会としては1910年設立の「殖民学会」が1919年まで活動しており、その後ながく植民（政策）学プロパーの学会は存在しない状態が続いていた（法学系の研究者は1897年設立の国際法学会に拠り研究を行った）が、第二次世界大戦中の1942年になって「大日本拓殖学会」が発足した。官庁（おおむね台湾総督府）所属の研究者としては東郷実・持地六三郎、また必ずしもアカデミズムに所属しない民間の研究者（著述家）としては、竹越与三郎や細川嘉六が著名である。
1945年の敗戦にともない、GHQの指令により、各大学の「植民政策学」講座は廃止され、存続する場合も「国際経済学」（東大経済学部の場合）などへの改称を迫られた。現在、かつての植民政策学の伝統は国際経済学や開発経済学、国際関係論研究、低開発地域研究などの諸分野に継承されている。

## 主要な植民政策学者の一覧
以下、所属および植民政策学における主要著書を示す。
- 後藤新平 - 台湾総督府 / 『国家衛生原理』（1889年）、『衛生制度論』（1890年）、『日本植民政策一斑』（1914年）、『日本膨張論』（1916年）
- 持地六三郎 - 台湾総督府⇒朝鮮総督府 / 『台湾殖民政策』（1912年）、『日本植民地経済論』（1926年）
- 東郷実 - 台湾総督府　/　『日本植民論』（1906年）、『植民政策と民族心理』（1925年）
- 竹越与三郎 - 民友社⇒代議士⇒枢密顧問官 / 『支那論』（1894年）、『台湾統治志』（1905年）、『比較植民制度』（1906年）、『南国記』（1910年）
- 佐藤昌介 - 北海道帝国大学
- 新渡戸稲造 - 東京帝国大学 / 『新渡戸博士植民政策講義及論文集』（1943年、矢内原忠雄編）
- 上原轍三郎 - 北海道帝国大学 / 『北海道屯田兵制度』（1914年）、『植民地として觀たる南洋群島の研究』（1940年）その他
- 高岡熊雄 - 北海道帝国大学 / 『北海道農論』（1899年）、『樺太農業植民問題』（1935年）その他
- 山本美越乃 - 京都帝国大学 / 『植民政策研究』（1920年）
- 河田嗣郎 - 京都帝国大学 / 『植民地としてのブラジル』（1914年）
- 矢内原忠雄 - 東京帝国大学 / 『植民及植民政策』（1926年）、『帝国主義下の台湾』（1929年）その他
- 東畑精一 - 東京帝国大学
- 泉哲 - 京城帝国大学 / 『植民地統治論』（1921年）
- 堀真琴 - 法政大学
- 板垣与一 - 東京商科大学
- 山本登 - 慶應義塾大学 / 『植民政策』（1942年）
- 小島栄次 - 慶應義塾大学
- 加田哲二 - 慶應義塾大学 / 『現代の植民政策』（1939年）
- 金田近二 - 神戸商業大学 / 『対伯移民政策の研究』（1940年）、『南洋及印度経済研究』（1942年）その他
- 永井柳太郎 - 早稲田大学⇒代議士 / 『社会問題と植民問題』（1912年）、『植民原論』（1921年）
- 細川嘉六 - 大原社会問題研究所 / 『植民政策批判』（1927年）、『アジア民族政策論』（1940年）、『植民史』（1941年）